# 清水正一
清水 正一（しみず しょういち、1912年8月1日 - 1989年7月25日）は、日本の柔道家。

## 生涯
長野県東筑摩郡島立村（現松本市）生まれ。旧制松本中学（長野県松本深志高等学校）を経て、日本体育会体操学校卒業。昭和9年（1934年）母校の体操学校に奉職し、同18年（1943年）教授に就任。同13年（1938年）から慶應義塾大学柔道部師範を兼務。同20年（1945年）から同25年（1950年）まで帰農していたが、同26年（1951年）東京大学講師、慶應義塾大学柔道部師範に復職。同43年（1968年）日本体育大学武道科特任教授、同48年（1973年）学長に就任し、また、柔道整復師養成施設設立を理事会に提案し、日体柔整専門学校初代校長に就任した。また皇宮警察でも柔道を指導した。
全日本柔道連盟理事、東京学生柔道連盟会長、講道館指導員・審査員、国際柔道連盟審査員委員会委員などを歴任した。